# (21791) Mattweegman
(21791) Mattweegman ist ein Asteroid des inneren Hauptgürtels, der am 29. September 1999 an der Lincoln Laboratory Experimental Test Site (ETS) (IAU-Code 704) in Socorro, New Mexico im Rahmen des Projektes Lincoln Near Earth Asteroid Research (LINEAR) entdeckt wurde. Unbestätigte Sichtungen des Asteroiden hatte es schon am 24. September 1981 am Karl-Schwarzschild-Observatorium in Tautenburg und am 25. und 26. Oktober 1981 am Palomar-Observatorium in Kalifornien gegeben, sowie im April 1998 beim Lincoln Near Earth Asteroid Research (1998 HY19).
Der Asteroid gehört der Vesta-Familie an, einer großen Gruppe von Asteroiden, benannt nach (4) Vesta, dem zweitgrößten Asteroiden und drittgrößten Himmelskörper des Hauptgürtels. Die zeitlosen (nichtoskulierenden) Bahnelemente von (21791) Mattweegman sind fast identisch mit denjenigen von vier kleineren (wenn man von der absoluten Helligkeit von 16,2, 15,9, 16,4 und 16,9 gegenüber 14,3 ausgeht) Asteroiden: (179728) 2002 RG95, (183281) 2002 TC278, (221025) 2005 QA21 und (274301) Wikipedia.
(21791) Mattweegman wurde am 22. August 2005 nach Matt Weegman (* 1988) benannt, einem Schüler der Winona Senior High School aus Winona, Minnesota, dafür, dass er bei der Intel International Science and Engineering Fair 2005, einem voruniversitären Forschungswettbewerb, in der Kategorie Environmental Sciences Team Project (Gruppenprojekt in den Umweltwissenschaften) mit seinem Zwillingsbruder Mitch den zweiten Preis erhalten hatte. Sein Projekt hatte den Titel A Nutritional Comparison of Historic Lesser Scaup Foods to the Zebra Mussel (Ein Nährwertvergleich zwischen der traditionellen Nahrung der Kanadabergente und der Wandermuschel). Nach den Gesamtsiegern in der Teamkategorie 2005 wurden die Asteroiden (21633) Hsingpenyuan und (21634) Huangweikang benannt.